# Tereza Vyoralová
Tereza Vyoralová (Weißenfels, 16 gennaio 1994) è una cestista ceca.

## Carriera
Con la Rep. Ceca ha disputato i Campionati mondiali del 2014 e sei edizioni dei Campionati europei (2013, 2015, 2017, 2019, 2021, 2023).